# Collegio uninominale Lombardia 1 - 11
Il collegio elettorale uninominale Lombardia 1 - 11 è stato un collegio elettorale uninominale della Repubblica Italiana per l'elezione della Camera tra il 2017 ed il 2022.

## Territorio
Come previsto dalla legge elettorale italiana del 2017, il collegio era stato definito tramite decreto legislativo all'interno della circoscrizione Lombardia 1.
Era formato da parte del territorio del comune di Milano, ovvero le zone occidentali limitrofe al centro città (dai Navigli a San Siro).
Il collegio era parte del collegio plurinominale Lombardia 1 - 03.

## Eletti
| Elezione | Elezione | Deputato   | Gruppo parlamentare |
| -------- | -------- | ---------- | ------------------- |
|          | 2018     | Mattia Mor | Partito Democratico |
|          | 2019     | Mattia Mor | Italia Viva         |

## Dati elettorali

### XVIII legislatura
Come previsto dalla legge elettorale, 232 deputati erano eletti con sistema a maggioranza relativa in altrettanti collegi uninominali a turno unico.
| Candidati              | Candidati            | Voti    | %     | Liste                           | Voti    | %     |
| ---------------------- | -------------------- | ------- | ----- | ------------------------------- | ------- | ----- |
|                        | Mattia Mor ✔️ Eletto | 47 485  | 40,13 | Partito Democratico             | 34 348  | 29,03 |
| +Europa                | Mattia Mor ✔️ Eletto | 47 485  | 40,13 | 11 479                          | 9,70    |       |
| Italia Europa Insieme  | Mattia Mor ✔️ Eletto | 47 485  | 40,13 | 1 080                           | 0,91    |       |
| Civica Popolare        | Mattia Mor ✔️ Eletto | 47 485  | 40,13 | 578                             | 0,49    |       |
|                        | Alessandro Morelli   | 44 327  | 37,46 | Forza Italia                    | 19 296  | 16,31 |
| Lega                   | Alessandro Morelli   | 44 327  | 37,46 | 18 333                          | 15,49   |       |
| Fratelli d'Italia      | Alessandro Morelli   | 44 327  | 37,46 | 5 488                           | 4,64    |       |
| Noi con l'Italia - UDC | Alessandro Morelli   | 44 327  | 37,46 | 1 210                           | 1,02    |       |
|                        | Manlio Di Stefano    | 17 649  | 14,92 | Movimento 5 Stelle              | 17 649  | 14,92 |
|                        | Felice Besostri      | 4 873   | 4,12  | Liberi e Uguali                 | 4 873   | 4,12  |
|                        | Sarah Bocciardi      | 1 465   | 1,24  | Potere al Popolo!               | 1 465   | 1,24  |
|                        | Angela De Rosa       | 775     | 0,65  | CasaPound                       | 775     | 0,65  |
|                        | Adriana Ripandelli   | 540     | 0,46  | 10 Volte Meglio                 | 540     | 0,46  |
|                        | Baback Falamacki     | 410     | 0,35  | Il Popolo della Famiglia        | 410     | 0,35  |
|                        | Luciano D'Oria       | 395     | 0,33  | Italia agli Italiani            | 395     | 0,33  |
|                        | Valerio Interlandi   | 256     | 0,22  | Per una Sinistra Rivoluzionaria | 256     | 0,22  |
|                        | Sofia Rachtian       | 148     | 0,13  | PRI - ALA                       | 148     | 0,13  |
| Totale                 | Totale               | 118 323 | 100   |                                 | 118 323 | 100   |
|                        |                      |         |       |                                 |         |       |
| Voti non validi        | Voti non validi      | 2 749   | 2,27  |                                 |         |       |
| Votanti                | Votanti              | 121 072 | 73,87 |                                 |         |       |
| Elettori               | Elettori             | 163 907 |       |                                 |         |       |